# Suphrodytes figuratus
Suphrodytes figuratus (ook: Hydroporus figuratus) is een keversoort uit de familie van de waterroofkevers (Dytiscidae). De wetenschappelijke naam van de soort werd in 1826 als Hyphydrus figuratus gepubliceerd door Leonard Gyllenhaal. Deze naam is lang beschouwd als een synoniem van Suphrodytes dorsalis, maar uit onderzoek waarvan de resultaten in 2012 werden gepubliceerd, komt naar voren dat er toch sprake is van een tweede soort, die in 1826 al eens als basis voor een beschrijving had gediend. Voor de onderscheidende kenmerken met die soort, zie het artikel over het geslacht Suphrodytes.

## Veldkenmerken
De volwassen kever is 4,5 tot 5,0 mm lang en is donker zwart-bruin met langs de rand en de voorkant van de dekschilden enkele gelige vlekken. De beide dekschilden dragen aan de voorkant doorgaans elk een ovale gele vlek die in verbinding staat met de gele zoom van het dekschild.

## Verspreiding
De soort komt voor in heel Europa. met uitzondering van het Iberisch Schiereiland, Italë, de Balkan en Griekenland. Ook uit het Aziatisch deel van Rusland zijn vondsten gemeld.